# WTA de Cantão
O WTA de Cantão – ou Guangzhou Open, atualmente – é um torneio de tênis profissional feminino, de nível WTA 250.
Realizado em Cantão, no sudeste da China, estreou em 2004. Os jogos são disputados em quadras duras durante o mês de setembro.
Em 2019, um novo complexo foi inaugurado, o Guangzhou Tennis Center, dentro do Guangzhou Tianhe Sports Center. E passou a ser a nova casa do torneio. No retorno do torneio em 2023, ele passou a ser realizado no Nansha International Tennis Center. A partir de 2024, passou a ocorrer no mês de outubro.

## Finais

### Simples
| Ano                                                                         | Campeã             | Vice-campeã             | Resultado      |
| --------------------------------------------------------------------------- | ------------------ | ----------------------- | -------------- |
| 2024                                                                        | Olga Danilović     | Caroline Dolehide       | 6–3, 6–1       |
| 2023                                                                        | Wang Xiyu          | Magda Linette           | 6–0, 6–2       |
| Torneio não realizado em 2022, em 2021 e 2020 devido à pandemia de COVID-19 |                    |                         |                |
| 2019                                                                        | Sofia Kenin        | Samantha Stosur         | 46–7, 6–4, 6–2 |
| 2018                                                                        | Wang Qiang         | Yulia Putintseva        | 6–1, 6–2       |
| 2017                                                                        | Zhang Shuai        | Aleksandra Krunić       | 6–2, 3–6, 6–2  |
| 2016                                                                        | Lesia Tsurenko     | Jelena Janković         | 6–4, 3–6, 6–4  |
| 2015                                                                        | Jelena Janković    | Denisa Allertová        | 6–2, 6–0       |
| 2014                                                                        | Monica Niculescu   | Alizé Cornet            | 6–4, 6–0       |
| 2013                                                                        | Zhang Shuai        | Vania King              | 7–61, 6–1      |
| 2012                                                                        | Hsieh Su-wei       | Laura Robson            | 6–3, 5–7, 6–4  |
| 2011                                                                        | Chanelle Scheepers | Magdaléna Rybáriková    | 6–2, 6–2       |
| 2010                                                                        | Jarmila Groth      | Alla Kudryavtseva       | 6–1, 6–4       |
| 2009                                                                        | Shahar Pe'er       | Alberta Brianti         | 6–3, 6–4       |
| 2008                                                                        | Vera Zvonareva     | Peng Shuai              | 46–7, 6–0, 6–2 |
| 2007                                                                        | Virginie Razzano   | Tzipora Obziler         | 6–0, 6–3       |
| 2006                                                                        | Anna Chakvetadze   | Anabel Medina Garrigues | 6–1, 6–4       |
| 2005                                                                        | Yan Zi             | Nuria Llagostera Vives  | 6–4, 4–0, ab.  |
| 2004                                                                        | Li Na              | Martina Suchá           | 6–3, 6–4       |

### Duplas
| Ano                                                                         | Campeãs                                  | Vice-campeãs                       | Resultado         |
| --------------------------------------------------------------------------- | ---------------------------------------- | ---------------------------------- | ----------------- |
| 2024                                                                        | Kateřina Siniaková Zhang Shuai           | Katarzyna Piter Fanny Stollár      | 6–4, 6–1          |
| 2023                                                                        | Guo Hanyu Jiang Xinyu                    | Eri Hozumi Makoto Ninomiya         | 6–3, 7–64         |
| Torneio não realizado em 2022, em 2021 e 2020 devido à pandemia de COVID-19 |                                          |                                    |                   |
| 2019                                                                        | Peng Shuai Laura Siegemund               | Alexa Guarachi Giuliana Olmos      | 6–2, 6–1          |
| 2018                                                                        | Monique Adamczak Jessica Moore           | Danka Kovinić Vera Lapko           | 4–6, 7–5, [10–4]  |
| 2017                                                                        | Elise Mertens Demi Schuurs               | Monique Adamczak Storm Sanders     | 6–2, 6–3          |
| 2016                                                                        | Asia Muhammad Peng Shuai                 | Olga Govortsova Vera Lapko         | 6–2, 7–63         |
| 2015                                                                        | Martina Hingis Sania Mirza               | Xu Shilin You Xiaodi               | 6–3, 6–1          |
| 2014                                                                        | Chuang Chia-jung Liang Chen              | Alizé Cornet Magda Linette         | 2–6, 7–63, [10–7] |
| 2013                                                                        | Hsieh Su-wei Peng Shuai                  | Vania King Galina Voskoboeva       | 6–3, 4–6, [12–10] |
| 2012                                                                        | Tamarine Tanasugarn Zhang Shuai          | Jarmila Gajdošová Monica Niculescu | 2–6, 6–2, [10–8]  |
| 2011                                                                        | Hsieh Su-wei Zheng Saisai                | Chan Chin-wei Han Xinyun           | 6–2, 6–1          |
| 2010                                                                        | Edina Gallovits Sania Mirza              | Han Xinyun Liu Wan-ting            | 7–5, 6–3          |
| 2009                                                                        | Olga Govortsova Tatiana Poutchek         | Kimiko Date-Krumm Sun Tiantian     | 3–6, 6–2, [10–8]  |
| 2008                                                                        | Mariya Koryttseva Tatiana Poutchek       | Sun Tiantian Yan Zi                | 6–3, 4–6, [10–8]  |
| 2007                                                                        | Peng Shuai Yan Zi                        | Vania King Sun Tiantian            | 6–3, 6–4          |
| 2006                                                                        | Li Ting Sun Tiantian                     | Vania King Jelena Kostanić         | 6–4, 2–6, 7–5     |
| 2005                                                                        | Maria Elena Camerin Emmanuelle Gagliardi | Neha Uberoi Shikha Uberoi          | 7–65, 6–3         |
| 2004                                                                        | Li Ting Sun Tiantian                     | Yang Shu-jing Ying Yu              | 6–4, 6–1          |